# Bébé Hong-Suong
Pour les articles homonymes, voir Giroud et Bébé.
Bébé Hong-Suong, née Andrée Giroud le 10 décembre 1932 à Hanoï et morte le 23 août 2022 à Wasseiges, est une chanteuse Français établis hors de France connue pour son hit Rio de Janeiro, n° 5 dans le hit-parade belge en 1955. Elle a travaillé sous son nom de naissance, Andrée Giroud, ainsi que sous les pseudonymes Bébé Hong-Suong, Bébé Suong et Dee Dee (Dee Dee et ses Panchos). Bébé était mariée au percussionniste belge Jean-Luc Van Lommel.

## Biographie
Bébé Hong-Suong est la fille d'un violoniste français (de Lyon) et d'une mère tonkinoise. Son père était chef d'orchestre à l'Opéra de Hanoï et professeur de violon. Bébé a grandi en France. Son père y a enseigné au Conservatoire de Lyon, où Bébé a également étudié,.
À l'âge de 15 ans, elle apparaît comme chanteuse d'un orchestre de tango à Lyon. Peu après, elle a obtenu son premier contrat avec le cabaret Beaulieu à Grâce-Hollogne (Liège). Elle s'installe à Liège quand elle a 19 ans. Elle y épouse Jean-Luc Van Lommel et a un petit garçon. Parallèlement, elle effectue une tournée aux Pays-Bas et en Allemagne en tant que chanteuse de jazz pour les troupes américaines. À son retour, elle s'installe à Anvers pendant quelques années,.
Elle a chanté tant en Belgique - entre autres dans les casinos de Knokke et de Dunkerque, à l'hôtel Hilton de Bruxelles, dans divers clubs de jazz de Bruxelles et d'Anvers, et au cours de festivals en Wallonie - qu'à l'étranger. Elle a par exemple fait une tournée au Congo à la demande de Sabena,,,.
Bébé chantait ses propres chansons ainsi que des interprétations de chansons existantes. Elle a enregistré, entre autres, J'ai tant d'amour de Jean Darlier, Anita, Rosita Pérez de Jean Ferrat, Je t'ai reconnu de Jean Broussolle et Sarah de Charles Aznavour et Jacques Plante,,,.
Pour le Concours Eurovision en 1970, Bébé a participé aux émissions en direct sur la RTB. Lors des éliminatoires, elle termine deux fois troisième - avec Le temps d'avril (première éliminatoire le 14 octobre 1969) et On n'avait dit (troisième éliminatoire le 10 novembre 1969) - et deux fois quatrième - avec Triste été (cinquième éliminatoire le 9 décembre 1969) et La fête aux musiciens (sixième éliminatoire le 23 décembre 1969). Bébé n'accède pas aux demi-finales.
En 1970, Bébé a fondé le groupe Bébé Suong and Cô Company, qui s'est principalement produit en Belgique au début des années 1970. Outre Bébé, le groupe comprenait Charly (Charles) Van Den Sande (bongo, conga), Jean-Pierre Venant (guitare), José Wampach (batterie, tambourin), Peter Venant (basse, chant) et Philippe Decae (synthétiseur, orgue).
À l'occasion de son 85e anniversaire, Bébé a enregistré un album illustrant sa carrière artistique, Promenade dans les airs. L'album contient 19 chansons, dont une interprétation de Rio de Janeiro. En hommage à Toots Thielemans, elle a écrit pour l'album des paroles sur la mélodie de Bluesette de Thielemans. L'album a été enregistré avec Jean-Luc Van Lommel (percussions), Jean-Louis Rassinfosse (contrebasse), Charles Loos (piano), Peter Hertmans (guitare, synthétiseur), Marc Hérouet (clavier), Alexandre Furnelle (contrebasse) et Pascal Michaux (clavier, saxo),,,,.
Quelques heures avant sa mort en 2022, elle met la dernière main à une version personnalisée de L'Hymne à l'amour d'Édith Piaf. Elle l'avait enregistré pendant la pandémie de corona avec le guitariste Peter Hertmans, le pianiste Tars Lootens, le contrebassiste Jean-Louis Rassifosse et le percussionniste Jean-Luc Van Lommel,,,.

## Prix
Bébé a obtenu un disque d'or avec Rio de Janeiro, qui a atteint la cinquième place du hit-parade belge en 1955, et Nana,,,.

## Discographie
| Année    | Titre                                              | Artistes                                                            | Label          |
| 1955     | Rio De Janeiro / Nana                              | Bébé Hong-Suong, Ronnex Ensemble dirigée par L. Marshall            | Ronnex Records |
| 1957     | Bébé Hong-Suong Chante Estramadura                 | Bébé Hong-Suong, Ronnex Ensemble dirigée par Louis Marshall         | Ronnex Records |
| ca. 1957 | Anita, Rosita, Perez / C'était                     | Bébé Hong-Suong                                                     | Ronnex Records |
| 1960     | Sincero Yo Soy                                     | Bébé Hong-Suong                                                     | Ronnex Records |
| 1963     | Houp Di Hou / Parce Que Tu Es Là                   | Bébé Hong-Suong                                                     | Ronnex Records |
| 1963     | Tous Les Garçons Et Les Filles / Cœur Blessé       | Bébé Hong-Suong, orkestra Harry Frekin                              | Teeny Records  |
| 1964     | Tous Les Garçons Et Les Filles / Amour Perdu       | Bébé Hong-Suong, Jean Paul, orchestre dirigée par Harry Frekin      | Disofoon       |
| 1964     | Hully Gully Mademoiselle / Tschau Tschau, Don Juan | Bébé Suong, orchestre de studio dirigée par Hans Hammerschmid       | Ariola GmbH    |
| 1964     | No Boy, Die Liebe Ist Nicht So, Boy                | Bébé Hong-Suong                                                     | Ariola GmbH    |
| 1966     | Mon Cœur Soupire                                   | Bébé Suong                                                          | RCA Victor     |
| 1966     | Mon Cœur Soupire / Mine De Rien                    | Bébé Suong                                                          | RCA Victor     |
| 1966     | Mine De Rien / Ne Crois Pas                        | Bébé Hong-Suong                                                     | RCA Victor     |
| 1967     | Love Is Always / Pancho                            | Dee Dee, orchestre dirigée par Albimoor                             | Palette        |
| 1973     | Golden Hit Parade                                  | Bébé Suong & Cô Company                                             | Monopole       |
| z.d.     | Chariot / Tous Les Garçons Et Les Filles           | Bébé Hong-Suong, Mary Ghislaine, orchestre dirigée par Harry Frekin | Melody         |
| z.d.     | Un Seul Rendez-Vous / La Fiesta                    | Bébé Hong-Suong, Ronnex Ensemble                                    | Ronnex Records |
| z.d.     | Un Jour L'Amour / Est-Ce Vous                      | Bébé Hong-Suong, Ronnex Ensemble dirigée par Louis Marshall         | Ronnex Records |
| z.d.     | Zippity Zum / Papa Aime Le Mambo                   | Bébé Hong-Suong, Ronnex Ensemble dirigée par Louis Marshall         | Ronnex Records |
| z.d.     | Estramadura / J'Ai Tant D'Amour                    | Bébé Hong-Suong, Ronnex Ensemble dirigée par Louis Marshall         | Ronnex Records |
| z.d.     | Le Magicien / Sh-Boum                              | Bébé Hong-Suong, orchestre dirigée par Charlie Knegtel              | Ronnex Records |
| z.d.     | La Polka d’Amour / Sarah                           | Bébé Hong-Suong                                                     | CID            |
| z.d.     | Sarah / Le Monde Et Notre Amour                    | Bébé Hong-Suong, orchestre dirigée par Benny Couroyer               | CID            |
| z.d.     | Saturday Rain                                      | Bébé Suong & Cô Company                                             | BIAC Records   |
| 2017     | Promenade in the Airs                              | Bébé Hong-Suong                                                     | P. Daxhelet    |